# PS Kemi
El PS Kemi, llamado PS Kemi Kings por razones de patrocinio, es un equipo de fútbol de Finlandia que milita en la Ykkönen, la segunda liga de fútbol más importante del país.

## Historia
Fue fundado el 21 de octubre de 1999 en la ciudad de Kemi luego de la fusión del KePS, KPT-85 y Visan Pallo, aunque estos tres equipos todavía funcionan dentro de las categorías menores del país (infantil, juvenil, junior entre otras).
Hasta hace poco el principal logro del club había sido llegar a los cuartos de final de la Copa de Finlandia en 2006 hasta que en 2014 ascendieron a la Ykkönen y en tan solo una temporada ascendieron a la Veikkausliiga, donde debutarán en la temporada 2016.

## Palmarés
- Ykkönen: 1

2015
- Kakkonen: 2

2007 (Grupo C), 2014 (Grupo Norte)